# 42 Draconis b
42 Draconis b es un planeta extrasolar localizado aproximadamente a 317 años luz de distancia, en la constelación de Draco, orbitando la estrella gigante de tipo K 42 Draconis. Este planeta es un gigante gaseoso con una masa mínima casi 4 veces la de Júpiter. Su periodo orbital es de 479 días, con una excentricidad del 38%. Este planeta fue descubierto usando el método de la velocidad radial el 20 de marzo de 2009.